# John Blund
John Blund (* ca. 1175; † 1248), auch Iohannes Blondus oder Johannes Blund genannt, war ein englischer Philosoph und  Scholastiker.  Ab 1227 stand er in königlichen Diensten und studierte in Oxford und Paris. Als Magister der Theologie lehrte er an der Universität Oxford zur gleichen Zeit wie Edmund of Abingdon. Er war vor 1232 Priester in Chichester, im Anschluss daran war er für kurze Zeit vom 26. August 1232 bis zum 1. Juni 1233 Erzbischof von Canterbury. Die Wahl wurde jedoch von Papst Gregor IX. abgelehnt, er wurde dann zum Kanzler der Universität von York ernannt.
John Blund interpretierte unter Rückgriff auf Avicenna Aristoteles’ De anima. In diesem Text hat man somit ein frühes Dokument der Rezeption und Interpretation der Erkenntnislehre des Aristoteles im Mittelalter. Von Maurice Powicke wurde er als der „erste englische Aristoteliker“ bezeichnet.
Eine zweisprachige Ausgabe, Lateinisch – Deutsch, des Werks Tractatus de anima. Traktat über die Seele ist als Band 6 in der ersten Serie der Herders Bibliothek der Philosophie des Mittelalters erschienen.